# Tetragnatha maeandrata
Tetragnatha maeandrata là một loài nhện trong họ Tetragnathidae.
Loài này thuộc chi Tetragnatha. Tetragnatha maeandrata được Eugène Simon miêu tả năm 1908.